# Schiedsstelle
Eine Schiedsstelle ist eine Stelle zur außergerichtlichen Beilegung von Rechtsstreitigkeiten. Parallel zu den gesetzlich verankerten Schiedsstellen gibt es in Deutschland die ebenfalls gesetzlich verankerten Schlichtungsstellen. Oft werden dabei die Begriffe der Schiedsstelle und der Schlichtungsstelle auch als jeweilige Synonyme benutzt.
Grundsätzliches Ziel von Schiedsstellenverfahren gegenüber ordentlichen Gerichtsverfahren ist, in deutlich kürzerer Zeit und mit für alle Seiten geringeren Kosten zu einer beiderseits akzeptierbaren Entscheidung zu gelangen. Sie können auf Antrag einer Vertragspartei eingeleitet werden, wenn keine Einigung auf dem Verhandlungsweg erzielt werden kann. Dabei können Schiedsstellen gesetzlich oder privatrechtlich eingerichtet sein. In manchen Fällen können sie als vorgesehene Konfliktlösungsmechanismen auch ohne Antrag eingeleitet werden.

## Privatrechtlich eingerichtete Schiedsstellen
Privatrechtlich eingerichtete Schiedsstellen gibt es nur sehr wenige, sie können von Stiftungen oder berufsständischen Zusammenschlüssen getragen sein. Die bekanntesten davon sind in Deutschland
- die Schiedsstelle Patientenverfügung
- die Kfz-Schiedsstellen[2]

## Gesetzlich eingerichtete Schiedsstellen
Mittlerweile gibt es eine große Bandbreite von gesetzlich eingerichteten Schiedsstellen. Dazu gehören unter anderem (und siehe ergänzend auch die Artikel über Schiedsverfahren und über Schlichtungsstellen):

### Innerhalb der Kranken- und Pflegeversicherung

#### Bereich Krankenhaus
- Im Krankenhausbereich gibt es in jedem Bundesland die jeweiligen Landesschiedsstellen nach § 18a KHG. Sie sind insbesondere bei Uneinigkeiten rund um die Details der Vereinbarungen zu den jährlichen Krankenhausbudgets zuständig. Beispiele sind die zwei Krankenhausschiedsstellen in NRW[3] (in Münster und Düsseldorf) sowie die Schiedsstelle Bayern Bayerischen Krankenhausgesellschaft[4]
- Daneben ist eine zusätzliche Bundesschiedsstelle nach § 18 (6) KHG für Festlegungen im Rahmen der ihr nach dem Krankenhausfinanzierungsgesetz (KHG) und der Bundespflegesatzverordnung (BPflV) zugewiesenen Aufgaben zuständig.

#### Sonstige Schiedsstellen innerhalb der gesetzlichen Kranken- und Pflegeversicherung
- Schiedsämter auf Bundes- bzw. Landesebene in der ambulanten Versorgung gibt es insbesondere für die vertragsärztliche Versorgung, die vertragszahnärztliche Versorgung und auch für die Vergütung zahntechnischer Leistungen.
- Im Bereich der Arzneimittel setzt eine Schiedsstelle die Erstattungsbeträge fest, wenn sich der GKV-Spitzenverband und der pharmazeutische Unternehmer nicht darauf verständigen können. Eine weitere Schiedsstelle entscheidet offene Vertragspunkte zum Rahmenvertrag über die Versorgung mit Arzneimitteln[5].

### Schiedsstellen beim DPMA
Am Deutschen Patent- und Markenamt (DPMA) in München sind angesiedelt:
- Die Schiedsstelle über Arbeitnehmererfindungen in Deutschland basierend auf dem Gesetz über Arbeitnehmererfindungen.[6] Sie ist dort jeweils mit drei Personen besetzt, einem Juristen als Vorsitzendem und zwei Patentprüfern des DPMA, die das jeweilige technische Gebiet betreuen.
- Die Schiedsstelle nach dem Verwertungsgesellschaftengesetz

### Schiedsstellen in den Gemeinden
Die Schiedsstellen in den Gemeinden in Deutschland basieren auf Gesetz über die Schiedsstellen in den Gemeinden (SchiedsG).

### Universalschlichtungsstelle des Bundes
Die Universalschlichtungsstelle des Bundes in Deutschland ist direkt im Gesetz über die alternative Streitbeilegung in Verbrauchersachen, dem Verbraucherstreitbeilegungsgesetz (VSBG) gemäß dem § 29 VSBG verankert und arbeitet im Auftrag des Bundesamts für Justiz (BfJ). Nach eigenen Angaben ist dessen Aufgabe: Es gibt zahlreiche branchenspezifische Schlichtungsstellen, die mit hoher Fachkompetenz bei Streitigkeiten zwischen Verbraucherinnen und Verbrauchern einerseits und Unternehmen andererseits vermitteln und wenn es für einen spezifischen Fall eine spezialisierte Verbraucherschlichtungsstelle gibt, greift die Lotsenfunktion der Universalschlichtungsstelle des Bundes und sie sorgt dafür, dass der Vorgang bei der zuständigen Stelle und an der richtigen Adresse ankommt. Wenn es keine solche Schlichtungsstelle gibt, dann befasst sich die Universalschlichtungsstelle des Bundes direkt damit. Als inhaltlich eingeschränkter Vorgänger der Universalschlichtungsstelle des Bundes kann der Online-Schlichter angesehen werden. Informationen u. a. über die Inhalte der Universalschlichtungsstelle des Bundes gibt auch die Fairness-Stiftung gGmbH in Oberursel am Taunus.

### Schiedsstellen seitens der EU
Seitens der EU ist im Rahmen des Gesetzes über digitale Dienste (DSA) im Jahr 2024 die Schlichtungsstelle "Appeals Centre Europe" (ACE) als Beschwerdezentrum bei Streit über Meinungsfreiheit bei großen digitalen sozialen Netzwerken eingerichtet worden: Nutzer in den 27 EU-Mitgliedsstaaten können damit gegen die Entfernung oder das Online-Bleiben von Inhalten auf Facebook, TikTok und YouTube Einspruch bei dem in Dublin ansässigen Beschwerdezentrum erheben.  Sieben Organisationen haben am 10. April 2025 ein darauf aufbauendes europäisches Netzwerk außergerichtlicher Streitschlichtungsstellen nach dem Digital Services Act (DSA) ins Leben gerufen, Teil des neuen ACE-Netzwerks ist aus Deutschland das Unternehmen User Rights, das die Bundesnetzagentur entsprechend zertifiziert hat.

## Besonderheit Schiedsgerichtsbarkeit
Schiedsgerichtsbarkeit ist eine besondere Form der Schiedsstellen, hier handelt es sich um eine in gewisser Hinsicht sehr eingeschränkte private Streitbeilegung: In einem derartigen Schiedsverfahren entscheidet ein Dritter verbindlich über den Streit der Parteien. Die Entscheidung des Schiedsgerichts, der Schiedsspruch, ist verbindlich was heißt: Er bindet die Parteien wie ein Urteil eines staatlichen Gerichts und kann anschließend durch keine der Parteien in einem ordentlichen Gerichtsverfahren beklagt werden. Zudem sind derartige Verfahren im Gegensatz zu Gerichtsverfahren i. d. R. nicht öffentlich, d. h. unter Ausschluss der öffentlichen Berichterstattung und damit außerhalb öffentlicher Kontrolle.
Institutionalisierte Schiedsgerichte sind in Deutschland z. B. bei Industrie- und Handelskammern (IHK) angesiedelt und der Deutsche Industrie- und Handelskammertag (DIHK) setzt sich aktiv für die Schiedsgerichtsbarkeit in Deutschland ein.
- Die wichtigste Schiedsinstitution in Deutschland ist[14] die Deutsche Institution für Schiedsgerichtsbarkeit e.V. (DIS)[16], die nationale und internationale Verfahren in Deutschland verwaltet.
- Viele internationale Schiedsverfahren werden von der International Chamber of Commerce (ICC) verwaltet, die mit der ICC Germany auch in Deutschland vertreten ist.

### Investor-Staat-Schiedsverfahren (ISDS)
Mit Investitionsschutzverträgen sichern Staaten ihren Investoren völkerrechtlichen Schutz im jeweiligen Gaststaat zu. Einige Investitionsschutzverträge sehen zur Beilegung von Investitionsschutzstreitigkeiten sogenannte Investor-Staat-Schiedsverfahren (ISDS) vor. Sie ermöglichen dem Investor, seine Rechte unabhängig von nationalen Gerichten und diplomatischen Interventionen durchzusetzen. Die Investitionsschutzverträge regeln dabei, wann der Investor ein Schiedsverfahren einleiten kann und nach welcher Schiedsverfahrensordnung das Schiedsgericht zusammengesetzt werden und arbeiten soll.

### Weitere Bereiche der Schiedsgerichtsbarkeit
Des Weiteren unterscheidet man bei der Schiedsgerichtsbarkeit noch die
- Handelsschiedsgerichtsbarkeit
- Schiedsgerichtsbarkeit im Sport: Das 2008 eingerichtete Deutsches Sportschiedsgericht ist Teil der Deutschen Institution für Schiedsgerichtsbarkeit e. V. (DIS).[19]  Dabei bietet die DIS seit dem Januar 2025 die neue 2025 DIS-Sportschiedsgerichtsordnung (DIS-SportSchO) an.[20]
- Schiedsgerichtsbarkeit in sonstigen Fällen

Auch hier können Parteien durch eine Schiedsvereinbarung bestimmen, dass ein Schiedsgericht anstelle eines staatlichen Gerichts ihren Rechtsstreit verbindlich entscheidet. Der Weg zum staatlichen Gericht ist den Parteien in diesen Fällen dann grundsätzlich verschlossen.

## Ähnliches
Ähnlich eingerichtet wie Schiedsstellen sind
- Gütestellen
- Schlichtungsstellen
- Mediation